# Airbus A330neo
Аеробус A330neo (фр.: [ɛʁbys] ( прослухати), укр. Ерб́юс, англ.: [ˈɛərbʌs] — укр. Ейрб́ас) є широкофюзеляжним авіалайнером, що знаходиться у розробці концерном Airbus на заміну Airbus A330 (як A330ceo («Current Engine Option» або «Варіант з поточними двигунами»)). Заплановано два різновиди A330neo: A330-800neo та A330-900neo. Літери «neo» у назві означають «New Engine Option» або «Варіант з новими двигунами». Двигуни Rolls-Royce Trent 7000 плануються як єдиний силовий агрегат для літака. A330neo також представить інші нововведення на зразок вінглетів (інспірованих моделлю Airbus A350), довшим розмахом крил (64 м) та новими пілонами двигунів. За твердженням представників Airbus, дані зміни зменшать витрати пального на 14 % в розрахунку на одного пасажира, таким чином перетворюючи A330neo на найбільш ефективний широкофюзеляжний літак середнього радіуса на ринку.

## Розвиток

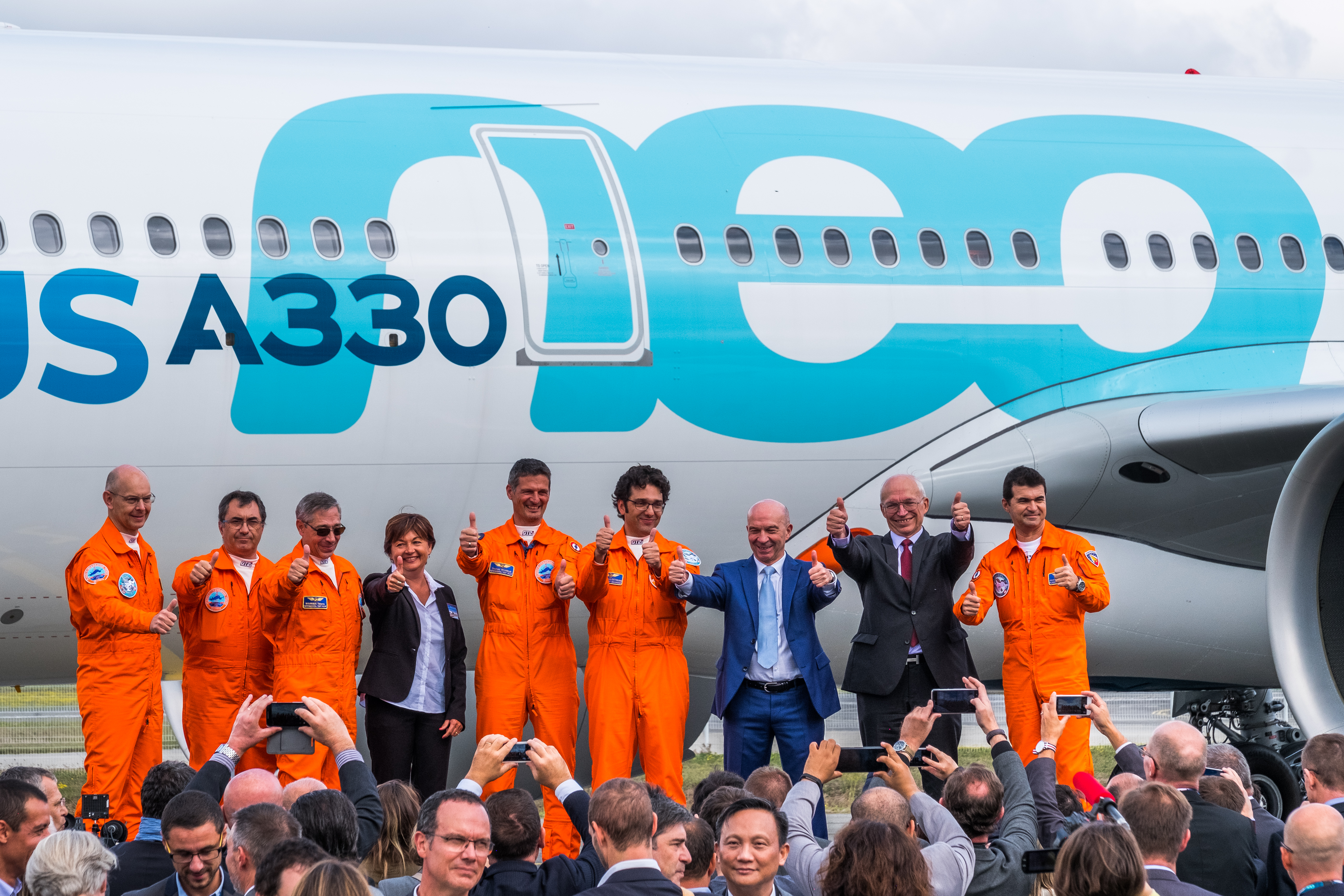
Екіпаж пілотів-випробувальників після виконання першого польоту

Керівництво Airbus довший час займалося дослідженнями з приводу оснащення моделі A330, що користувалась найбільшим попитом, новішими та ефективнішими двигунами «New Engine Option» або «neo» з метою збереження динаміки продажів. Директор із продажу в Airbus John Leahy стверджував, що А330 конкурує на середніх дистанціях з Boeing 787, навіть без нових двигунів. Також він був найдешевшим широкофюзеляжником для обслуговування щільних рейсів довжиною не більше 7400 км та потенційно міг створити монополію на цьому ринковому сегменті. Щобільше, експлуатанти на кшталт AirAsia X та Delta Air Lines були зацікавлені у переоснащеному новими двигунами А330 та спонукали Airbus для втілення такого проєкту. Однак A330neo міг створити й проблеми для Airbus: перебуваючи у тому ж широкофюзеляжному сегменті ринку, що і Airbus A350, A330neo міг завадити продажам останнього.

## Модифікації

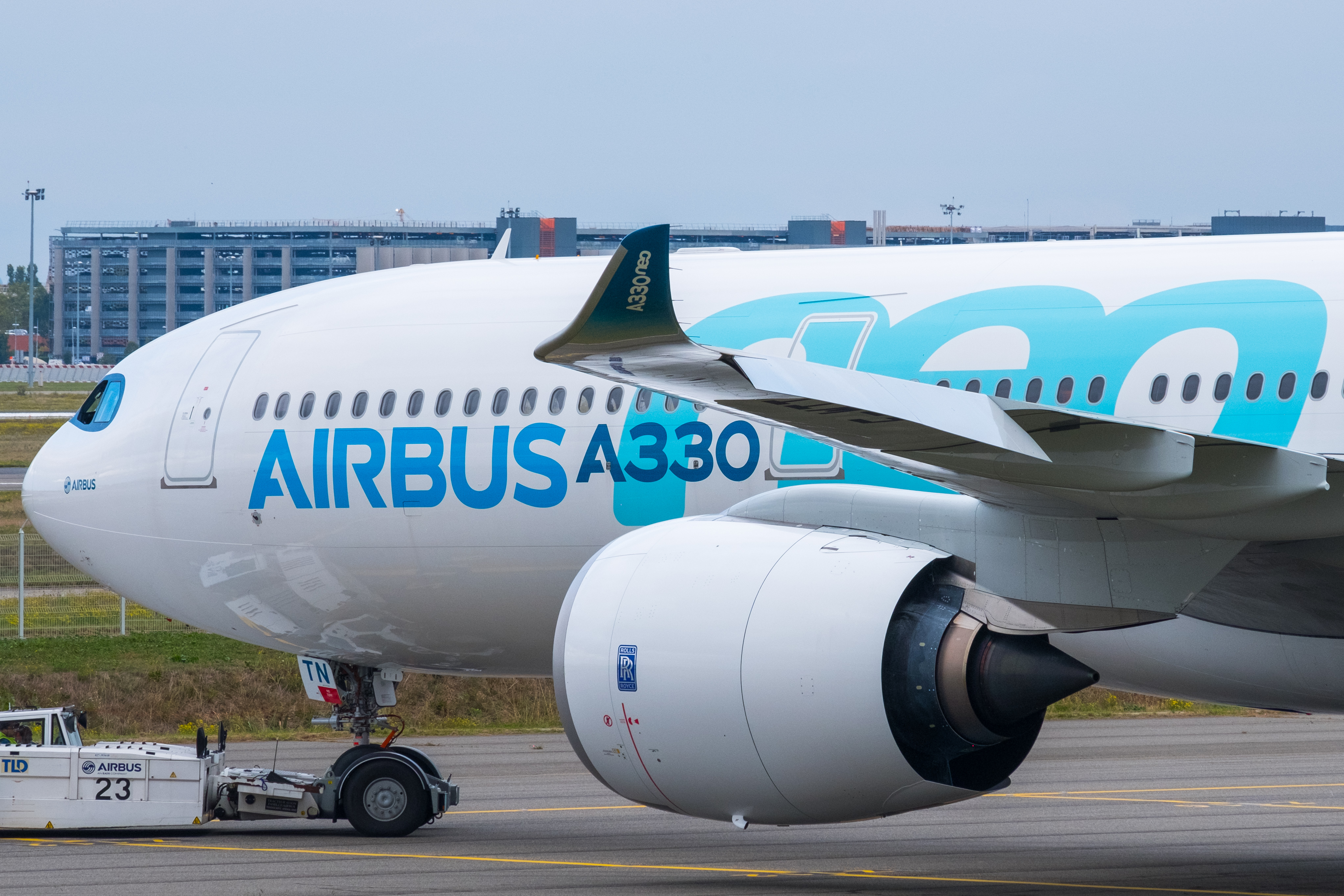
Буксирування на руліжну доріжку

Airbus пропонуватиме два варіанти A330neo: A330-800neo (котрий безпосередньо замінить Airbus A330-200) та A330-900neo (відповідно — Airbus A330-300). A330-800neo розмістить 252 пасажирів у типовій двокласній компоновці (на 6 більше за попередника), а A330-900neo — відповідно 310 пасажирів у аналогічному салоні (на 10 більше за попередню модель). Обидві модифікації також матимуть більшу віддаль польоту.

## Замовлення
Після представлення A330neo на авіашоу Фарнборо у липні 2014 р. Airbus підписала меморандуми про порозуміння на 121 літак. Усі зі 121 домовленостей підписані з трьома авіа- і трьома лізинговими компаніями. AirAsia X підписалась на 50 одиниць A330-900neo, Трансаэро — на 12 одиниць та чотири літаки було підписано невідомим азійським перевізником. Air Lease Corporation оголосила наміри на 25 A330neos, CIT Group домовилась про 15 літаків, і Avolon пообіцяла викупити також 15.
Після авіашоу у Фарнборо Hawaiian Airlines повідомили про підписання меморандуму про розуміння з Airbus на шість одиниць A330-800neo, який містив права на придбання додаткових шести літаків цього типу. Дане замовлення замінило попереднє, що включало 12 літаків (шість твердих замовлень та шість додаткових — з правом придбання) моделі Airbus A350-800.
19 листопада 2014 р. Delta Air Lines стала першою авіакомпанією, котра повідомила про тверде замовлення на Airbus A330neo у кількості 25 одиниць модифікації −900neo. Авіакомпанія також стає покупцем першого екземпляра літака Airbus A330-900neo після його передачі в експлуатацію.

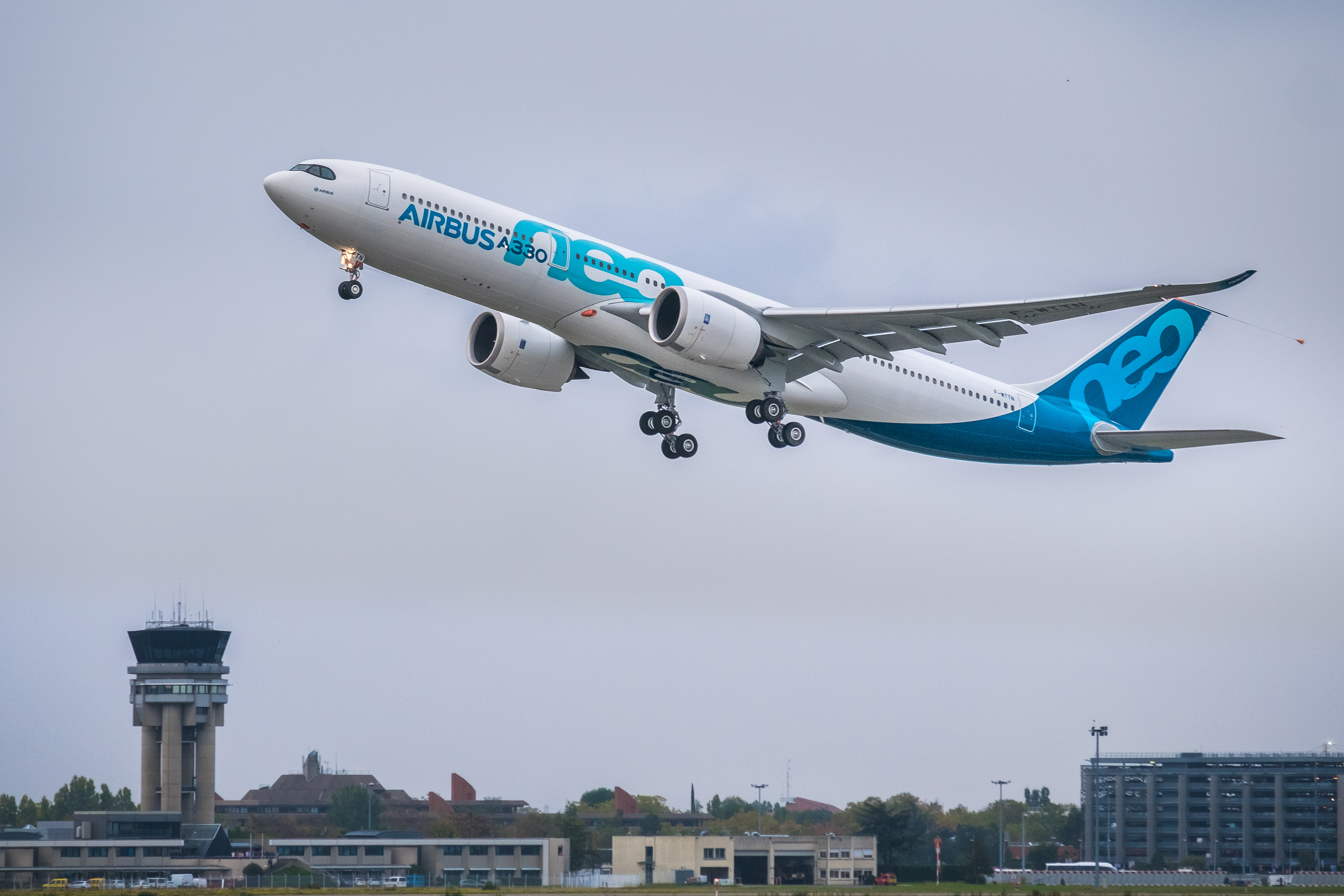
Перший зліт

3 грудня 2014 р. CIT Group підтвердила твердим замовленням придбання 15 одиниць A330-900neo. 15 грудня 2014 р. AirAsia X анонсувала тверде замовлення на 55 одиниць Airbus A330-900neo; на п'ять більше, ніж раніше фігурувало у меморандумі про порозуміння, що було підписане у липні 2014 р. на авіашоу Фарнборо. На цей час це є найбільше окреме замовлення для представника сімейства A330. 18 грудня 2014 р. Hawaiian Airlines завершили своє замовлення на 6 одиниць A330-800neo, замість раніше замовлених Airbus A350-800. 23 грудня 2014 р. Avolon підтвердила тверде замовлення на 15 одиниць A330neo. 24 грудня 2014 р. тайванський перевізник Transasia Airways дезавуювала себе як невідомого покупця на авіашоу Фарнборо для підтвердження намірів про придбання чотирьох Airbus A330neo. Авіакомпанія повідомила про тверде замовлення на чотири одиниці Airbus A330-800neos.

### Тверді замовлення
| Дата замовлення | Країна   | Покупець          | Тип АС | Тип АС | Разом |
| Дата замовлення | Країна   | Покупець          | 800neo | 900neo | Разом |
| --------------- | -------- | ----------------- | ------ | ------ | ----- |
| 19.11.14        | США      | Delta Air Lines   | 0      | 25     | 25    |
| 03.12.14        | США      | CIT Group         | 0      | 15     | 15    |
| 15.12.14        | Малайзія | AirAsia X         | 0      | 55     | 55    |
| 18.12.14        | США      | Hawaiian Airlines | 6      | 0      | 6     |
| 23.12.14        | Ірландія | Avolon            | 0      | 15     | 15    |
| 24.12.14        | Тайвань  | Transasia Airways | 4      | 0      | 4     |
| Totals          | Totals   | Totals            | 10     | 110    | 120   |

Примітки
1. ↑  Замовник першого експлуатаційного екземпляра A330-900neo.

## Галерея

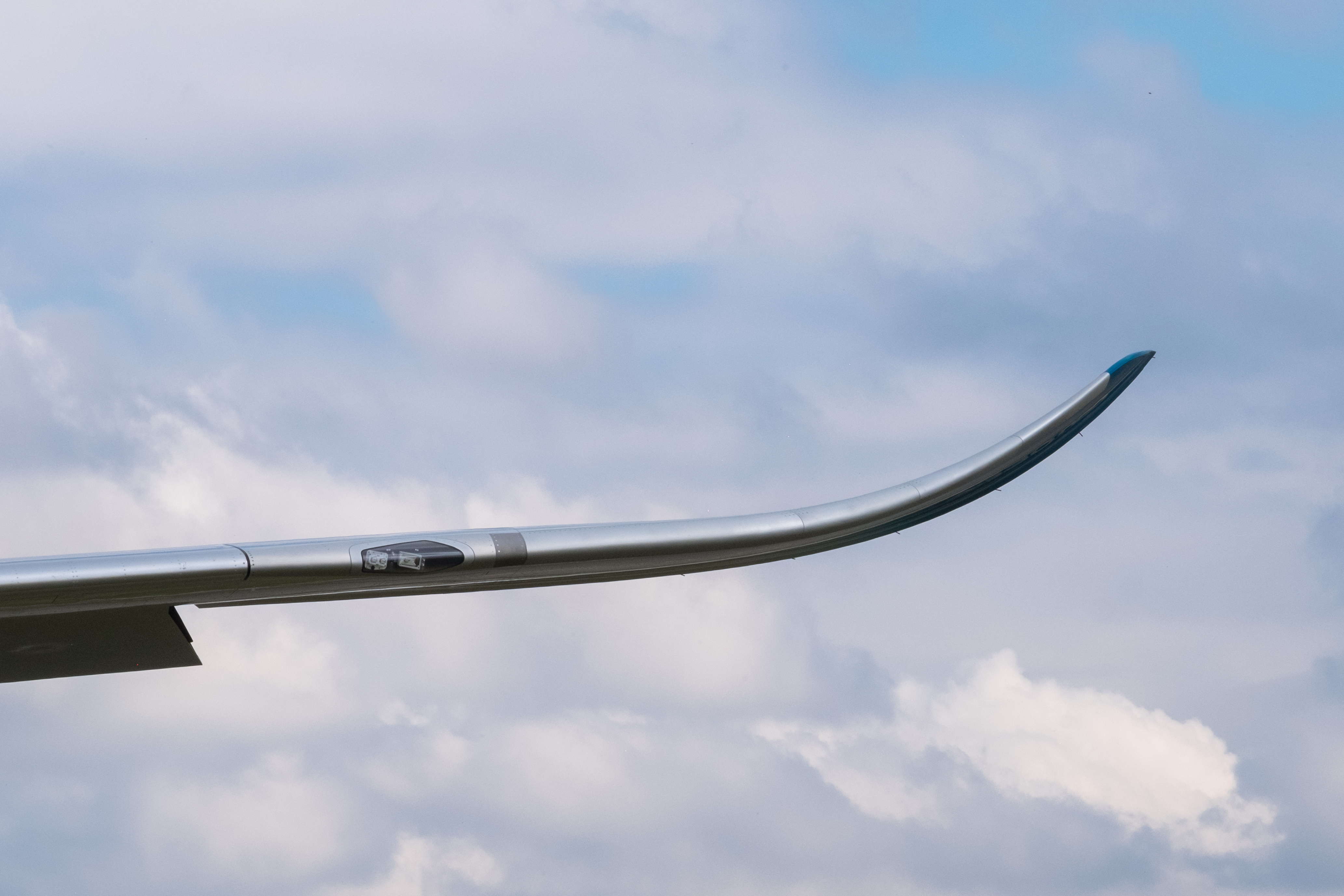
Нові закінцівки крила (sharklets)
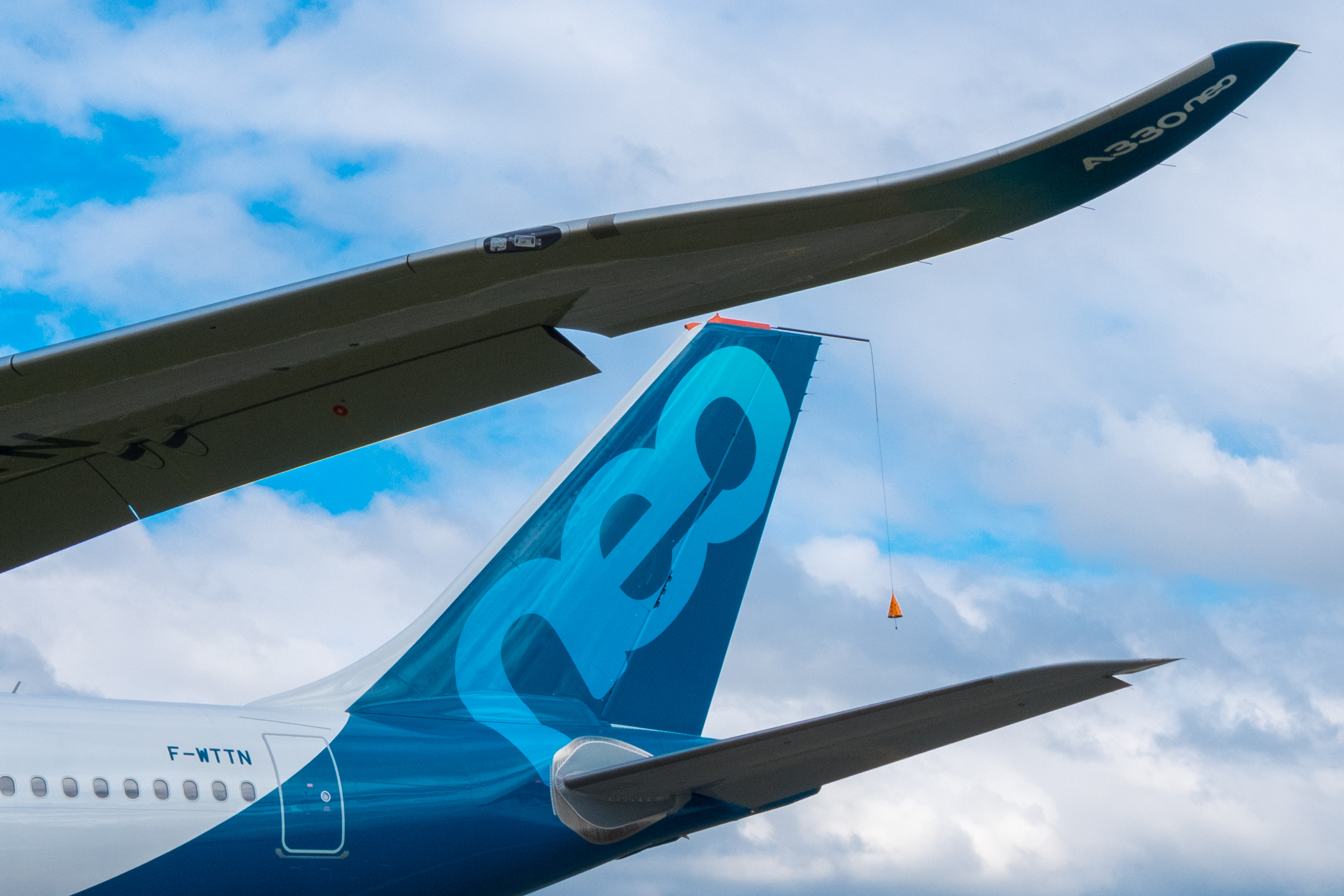
Киль та шарклети (закінцівки)
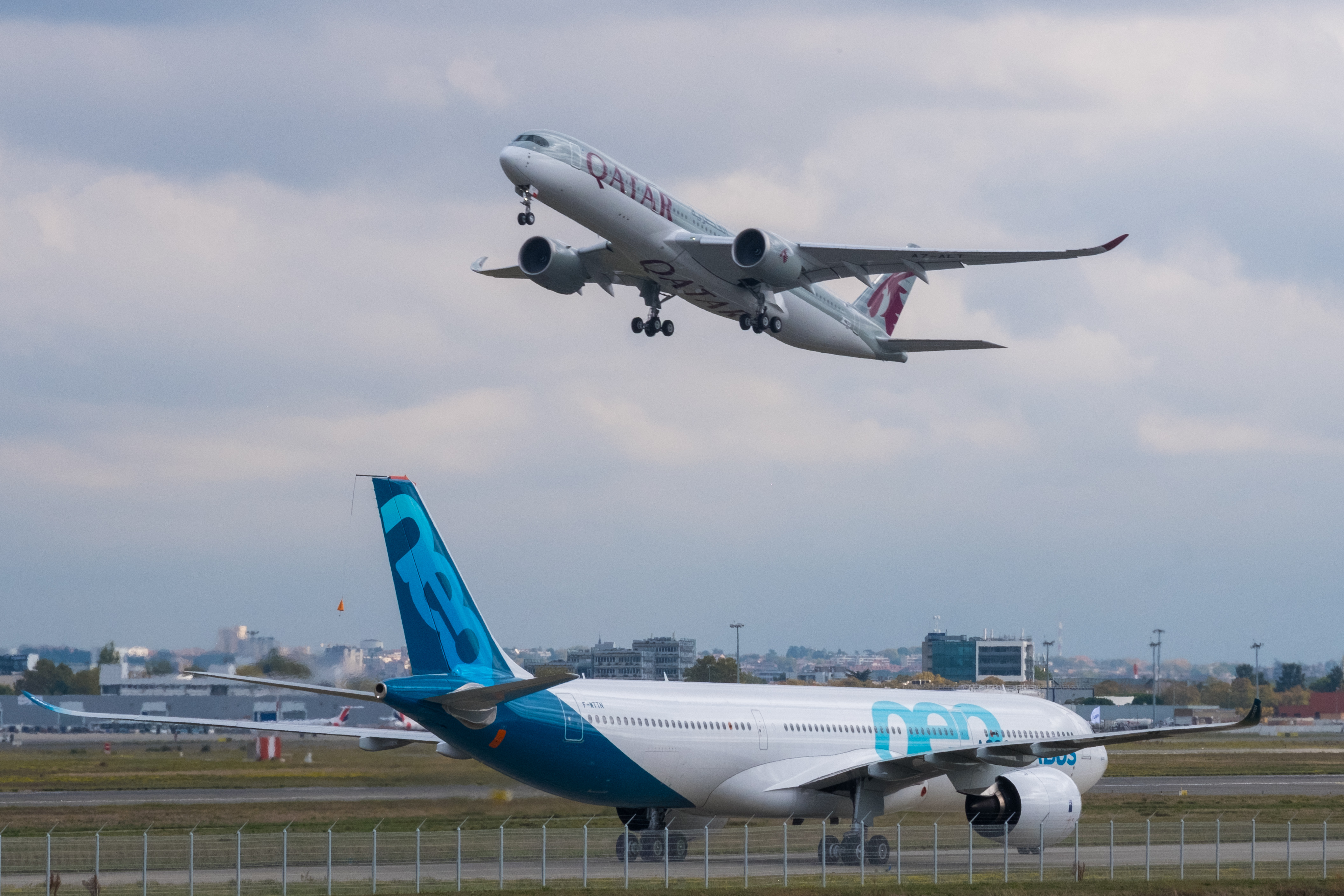
Neo на фоні злітаючого А350 Qatar

## Специфікації
|                                    | A330-800neo                                                                                    | A330-900neo                                                                                    |
| ---------------------------------- | ---------------------------------------------------------------------------------------------- | ---------------------------------------------------------------------------------------------- |
| Кабінний екіпаж                    | Двоє                                                                                           | Двоє                                                                                           |
| Кількість крісел, типово           | 252 (2 класи)                                                                                  | 310 (2 класи)                                                                                  |
| Довжина                            | 58,82 м                                                                                        | 63,69 м                                                                                        |
| Розмах крил                        | 64 м                                                                                           | 64 м                                                                                           |
| Ширина крісла                      | 45,72 см в типовому економі (восьмеро у ряд) або 41,91 см у щільному економі (дев'ятеро у ряд) | 45,72 см в типовому економі (восьмеро у ряд) або 41,91 см у щільному економі (дев'ятеро у ряд) |
| Максимальна злітна вага (MTOW)     | 242 тонн                                                                                       | 242 тонн                                                                                       |
| Максимальна посадкова вага         | 186 тонн                                                                                       | 191 тонн                                                                                       |
| Максимальна ємність палива         | 139090 л                                                                                       | 139090 л                                                                                       |
| Максимальна дистанція (з резервом) | > 13 800 км                                                                                    | > 11482 км                                                                                     |
| Двигун (×2)                        | Rolls-Royce Trent 7000                                                                         | Rolls-Royce Trent 7000                                                                         |
| Тяга (×2)                          | 302,48 кН — 320,27 кН                                                                          | 302,48 кН — 320,27 кН                                                                          |